# Fica Louca
"Fica Louca" é uma canção da dupla brasileira Thaeme & Thiago. Foi anunciado pelas redes sociais da dupla que o lançamento da canção como single nas rádios ocorreria no dia 22 de janeiro de 2016.

## Videoclipe
O vídeo ao vivo gravado no dia 6 de dezembro de 2015 no Expotrade Convention Center em Curitiba, foi lançado no dia 22 de janeiro de 2016, com estreia exclusiva no programa TVZ do Multishow. Logo em seguida foi estreou no canal do Youtube da dupla.

## Composição
A canção é composta por Felipe Duran, Thaeme Mariôto, Thiago Bertoldo, Leko Bertoldo.

## Lista de faixas
- Download digital

1. "Fica Louca" - 2:33[4]

## Desempenho nas tabelas musicais
| Tabela musical (2015)                   | Melhor posição |
| --------------------------------------- | -------------- |
| Brasil Billboard Brasil Hot 100 Airplay | 18             |